# 퍼블릭 액세스
퍼블릭 액세스(public access)는 미디어에 대한 대중의 참여를 주장하는 운동이다. 방송국 등의 언론사에 의하여 일방적으로 제공되는 미디어에서 탈피하여, 수동적인 시청자에서 능동적인 생산자로 변모하자는 운동이다.
참여형 방송으로 분류할 수 있는 퍼블릭 액세스는 퍼블릭 미디어에 대한 능동적인 참여이다.
미디어는 공공의 것이므로 특정한 언론사만의 것이어서는 안되며, 특히 공중파의 경우 주파수는 한정된 자원임에도 불구하고 일부 기업에서 독점적으로 사용하면서 시청자를 대상화할 뿐 방송 권력을 시청자와 배분하려 하지 않는 것에 대한 반발에서 비롯되었다.
소출력 라디오 방송국과 같이 생활주파수를 이용한 방송이나, 인터넷을 이용한 방송 등은 기존의 중앙 미디어의 매체 영향력에 대한 새로운 도전으로 2006년 4월 현재 한국에는 8개의 소출력 라디오 방송국이 존재한다.